# حشره‌خوار ماننگوبا
 حشره‌خوار ماننگوبا (نام علمی: Crocidura manengubae) نام یک گونه از سرده حشره‌خوارهای دندان‌سفید است.